# Tommy Cash
Tommy Cash (Dyess, 5 aprile 1940 – Los Angeles, 13 settembre 2024) è stato un cantante e chitarrista statunitense, fratello minore di Johnny Cash.

## Biografia
Cash nacque in Arkansas, in una numerosa famiglia, e otto anni dopo il fratello Johnny Cash. Formò il suo primo gruppo musicale durante la high school; successivamente si arruolò nella United States Army.
Dopo l'esercito, Cash suonò con Hank Williams Jr., figlio del più celebre Hank Williams Sr., e nel 1965 fece un disco con la Musicor Records, e l'anno seguente avvenne lo stesso con la United Artists Records.
Alla fine del 1969 ottenne il maggior successo della sua carriera, Six White Horses, un brano dedicato a John F. Kennedy, Robert F. Kennedy e Martin Luther King.

## Discografia

### Album
| Anno | Album                                   | US Country | Etichetta                                 |
| ---- | --------------------------------------- | ---------- | ----------------------------------------- |
| 1968 | Here's Tommy Cash                       |            | United Artists                            |
| 1969 | Your Lovin' Takes the Leavin' Out of Me | 44         | Epic                                      |
| 1970 | Six White Horses                        | 18         | Epic                                      |
| 1970 | Rise and Shine                          | 37         | Epic                                      |
| 1971 | Cash Country                            | 20         | Epic                                      |
| 1971 | The American Way of Life                |            | Epic                                      |
| 1972 | The Best of Tommy Cash Volume 1         | 43         | Epic                                      |
| 1975 | Only a Stone                            |            | Elektra                                   |
| 1978 | The New Spirit                          |            | Monument                                  |
| 1982 | Cashin' In                              |            | Brylen                                    |
| 1982 | All Around Cowboy                       |            | 51-West                                   |
| 1983 | Tommy Cash                              |            | Audiograph                                |
| 1990 | 25th Anniversary Album                  |            | Playback                                  |
| 1993 | Let an Old Racehorse Run                |            | Playback                                  |
| 1996 | Solid Gold Country                      |            | Crazy Country                             |
| 1999 | The Very Best of Tommy Cash             |            | Collectables/Sony Music Special Products  |
| 1999 | Classics                                |            | Tomcat                                    |
| 2004 | Special Edition                         |            | Tomcat                                    |
| 2004 | Tribute to My Brother                   |            | Tomcat                                    |
| 2004 | Rise and Shine                          |            | Tomcat                                    |
| 2008 | Rise And Shine / Six White Horses       |            | Omni Recording Group/Sony Music Australia |
| 2008 | Shades of Black                         |            | InLight Records                           |
| 2008 | Fade to Black: Memories of Johnny       |            | InLight Records                           |

### Singoli
| Ammp | Singolo                                           | Posizione in classifica | Posizione in classifica | Album                                   |
| Ammp | Singolo                                           | US Country              | CAN Country             | Album                                   |
| ---- | ------------------------------------------------- | ----------------------- | ----------------------- | --------------------------------------- |
| 1965 | "I Guess I'll Live"                               | —                       | —                       | singles only                            |
| 1965 | "I Didn't Walk the Line"                          | —                       | —                       | singles only                            |
| 1966 | "Along the Way"                                   | —                       | —                       | singles only                            |
| 1966 | "All I've Got to Show"                            | —                       | —                       | Here Comes Tommy Cash                   |
| 1967 | "Jailbirds Can't Fly"                             | —                       | —                       | Here Comes Tommy Cash                   |
| 1967 | "Tobacco Road"                                    | —                       | —                       | Here Comes Tommy Cash                   |
| 1967 | "I'm Not the Boy I Used to Be"                    | —                       | —                       | Here Comes Tommy Cash                   |
| 1968 | "The Sounds of Goodbye"                           | 41                      | 17                      | single only                             |
| 1969 | "Your Lovin' Takes the Leavin' Out of Me"         | 43                      | —                       | Your Lovin' Takes the Leavin' Out of Me |
| 1969 | "Six White Horses"A                               | 4                       | 1                       | Six White Horses                        |
| 1970 | "Rise and Shine"                                  | 9                       | 8                       | Rise and Shine                          |
| 1970 | "One Song Away"                                   | 9                       | —                       | Rise and Shine                          |
| 1970 | "The Tears on Lincoln's Face"                     | 36                      | —                       | Rise and Shine                          |
| 1971 | "So This Is Love"                                 | 20                      | 28                      | Cash Country                            |
| 1971 | "I'm Gonna Write a Song"                          | 28                      | —                       | Cash Country                            |
| 1971 | "Roll Truck Roll"                                 | 67                      | —                       | The American Way of Life                |
| 1972 | "You're Everything"                               | 32                      | —                       | The Best of Tommy Cash Volume 1         |
| 1972 | "That Certain One"                                | 22                      | 34                      | The Best of Tommy Cash Volume 1         |
| 1972 | "Listen"                                          | 24                      | 48                      | The Best of Tommy Cash Volume 1         |
| 1973 | "Workin' on a Feelin'"                            | 37                      | 30                      | singles only                            |
| 1973 | "I Recall a Gypsy Woman"                          | 16                      | —                       | singles only                            |
| 1973 | "She Met a Stranger, I Met a Train"               | 21                      | 42                      | singles only                            |
| 1974 | "Will the Circle Be Unbroken"                     | —                       | —                       | singles only                            |
| 1974 | "Roller Coaster Ride"                             | —                       | —                       | singles only                            |
| 1975 | "The One I Sing My Love Songs Too"                | 58                      | —                       | Only a Stone                            |
| 1975 | "Only a Stone"                                    | —                       | —                       | Only a Stone                            |
| 1976 | "Broken Bones"                                    | 94                      | —                       | singles only                            |
| 1976 | "She Is Beautiful"                                | —                       | —                       | singles only                            |
| 1976 | "She Still Has That Look in Her Eyes"             | —                       | —                       | singles only                            |
| 1976 | "King for a Day"                                  | —                       | —                       | singles only                            |
| 1977 | "The Cowboy and the Lady"                         | 63                      | —                       | The New Spirit                          |
| 1977 | "Reach Out"                                       | —                       | —                       | single only                             |
| 1978 | "Take My Love to Rita"                            | 98                      | —                       | The New Spirit                          |
| 1978 | "In Crowd"                                        | —                       | —                       | The New Spirit                          |
| 1979 | "I'd Be Better Off Alone"                         | —                       | —                       | singles only                            |
| 1979 | "When the Lovin' Starts"                          | —                       | —                       | singles only                            |
| 1982 | "(I Used to Want to Be a) Cowboy"                 | —                       | —                       | singles only                            |
| 1983 | "My Mother's Other Son" (w/ Tommy Jennings)       | —                       | —                       | singles only                            |
| 1983 | "Forgotten Man"                                   | —                       | —                       | Tommy Cash                              |
| 1990 | "Hank and George, Lefty and Me" (w/ George Jones) | —                       | —                       | 25th Anniversary Album                  |
| 1990 | "Guess Things Happen That Way" (w/ Johnny Cash)   | —                       | —                       | 25th Anniversary Album                  |
| 1996 | "Man of Experience"                               | —                       | —                       | single only                             |
| 2009 | "Ramblin' Kind"                                   | —                       | —                       | Fade to Black                           |

- A"Six White Horses" peaked at No. 79 on the Billboard Hot 100 and No. 72 on the RPM Top Singles chart in Canada.